# 129152 Jaystpierre
129152 Jaystpierre este o planetă minoră (asteroid) din centura de asteroizi. A fost descoperită pe 9 martie 2005 la Catalina Station⁠(d) de Catalina Sky Survey. 
Obiectul prezintă o orbită caracterizată de o semiaxă mare de 2,7909274385792 UAi, o excentricitate de 0,1, o înclinație de 10 ° în raport cu ecliptica.